# Plume d’Or 1986
Der Plume d’Or 1986 im Badminton wurde im Mai 1986 in Linz in Österreich ausgetragen. Sieger wurde das Gastgeberteam aus Österreich. Es war die 13. Auflage dieser Wettbewerbsserie.

## Endstand
| Platz | Team |
| ----- | --- |
| 1     | Österreich |
| 2     | Polen |
| 3     | Belgien |
| 4     | Schweiz |
| 5     | Portugal |
| 6     | Frankreich |
| 7     | Spanien |
| 8     | Israel (Victor Yusim (Kapitän, Trainer, Delegationsleiter), Nissim Duk, Yitzhak Serrouya, Reuven Moses, Amir Moses, Bruria Serrouya, Aliza Moses, Irit Ben Shushan) |